# Кирило Прокоп
Кирило Прокоп (8 березня 1883, Крива — ???) — чехословацький політик русинського походження, міжвоєнний депутат Національних зборів від Трудової партії, згодом від Республіканської партії хліборобських і дрібних селян (аграріїв) Підкарпатської Русі.

## Життєпис
У 1913 році був засуджений під час Мармарош-Сигітського процесу, де судили русинів, які перейшли з греко-католиків у православні.
1919 року разом з делегацією русинів їздив до Томаша Масарика просити про приєднання Підкарпатської Русі до Чехословаччини.
Після парламентських виборів 1925 року став депутатом Національних зборів. Проте він отримав місце в парламенті лише в 1928 році як заміна після відставки депутата Андрія Ґаґатка (головного діяча Прикарпатської трудової партії дрібних селян і безземельних робітників (так званої трудової партії), яка співпрацювала з Чехословацькою народною Соціалістичною партією протягом більшої частини 1920-х років). Прокоп приєднався як незалежний член парламенту, а з 1929 року був господарем у клубі Чехословацької націонал-соціалістичної партії. Він захистив мандат на наступних виборах, тобто на парламентських виборах 1929 року. Цього разу вже балотувався від аграріїв.
За даними 1930 р. за фахом — хлібороб з Криви.
Після приходу радянської влади був засуджений, оскільки свого часу він разом з делегацією русинів їздив до Томаша Масарика просити про приєднання Підкарпатської Русі до Чехословаччини і був членом чехословацького парламенту.

### Зовнішні посилання
- Запорука Кирила Прокопа на Народних зборах 1929 року